# Robin Croker
Robin Croker (Melbourne, 27 de novembre de 1957) va ser un ciclista britànic que fou professional entre 1977 i 1982, sent el seu principal èxits esportius una medalla de bronze aconseguida als Jocs Olímpics de Mont-real encara com amateur. Va representar el seu país als Jocs de la Commonwealth de 1974.

## Palmarès
- 1976
  -  Medalla de bronze als Jocs Olímpics de Mont-real en persecució per equips, junt a Ian Hallam, Michael Bennett i Ian Banbury